# Лентовская, Эва
Эва Анна Лентовская (пол. Ewa Anna Łętowska; род. 22 марта 1940 года в Варшаве) — польский юрист и правовед, специалист в области гражданского права, профессор юриспруденции (1985). С 1985 профессор Института правоведения ПАН. Член-корреспондент Польской академии знаний (c 1996), действительный член Польской академии наук (c 2010, членкор с 1997). Первый польский омбудсмен (1987—1992), судья Высшего административного суда (1999—2002) и Конституционного трибунала Польши (2002—2011), член редколлегии журнала Польской академии наук «Государство и право».

## Биография и карьера
Окончила факультет права и управления Варшавского Университета (в 1962). В 1963—1965 годы прошла судебную практику. В 1969 стала доктором юридических наук (соотв. кандидату наук российской системы), в 1975 — степень хабилитированного доктора наук в области гражданского права. В 1985 году получила учёное звание профессора правоведения. В 1977—1987 годах была зав. кафедрой гражданского права в Институте правоведения Польской академии наук.
С 1987 по 1992 была первым в Польше уполномоченным по гражданским правам (омбудсменом). В 1999—2002 была судьёй Высшего административного суда. 28 мая 2002 по выдвижению фракций Союза демократических левых сил, Польской крестьянской партии и Унии труда была назначена судьей Конституционного трибунала Польши, занимая этот пост в течение 9 лет до ухода в отставку.
Профессор Института правоведения ПАН, преподавала в университете Пантеон-Сорбонна, вела лекции и курсы в других университетах Европы.
Опубликовала многочисленные научные работы из области гражданского права, конституционного права и защиты прав потребителей.

## Членство в научных и других организациях
- Член Хельсинкского комитета в Польше[4]
- Член Комиссии экспертов Комитета по применению стандартов международной организации труда.
- Член совета Европейского фонда по правам человека
- Член Международной комиссия юристов Académie de Droit Comparé в Париже
- Член-корреспондент Польской академии знаний (по историко-философскому отделению)[5]
- Действительный член Польской академии наук (по отделению гуманитарных и общественных наук)[1]

## Награды и почётные звания[1]
- 1979 — Золотой крест Заслуги
- 1992 — Премия «Кузница» (Краков) за деятельность на посту уполномоченного по гражданским правам.
- 1995 — Премия Фонда Фридриха Эберта (Бонн) за содействие развитию прав человека.
- 1996 — Командорский крест (3-й класс) ордена Возрождения Польши.
- 2000 — Премия «Заслуги в толерантности» от экуменического фонда[пол.]
- 2000 — Премия им. Л. Петражицкого от секции общественных наук ПАН за книгу «Право потребительских договоров»
- 2001 — Премия Фонда Николая Коперника за ту же книгу.
- 2008 — Почётное докторское звание Гданьского университета.
- 2009 — Почётное докторское звание Академии специального образования им. Марии Гжегожевской.
- 2011 — Командорский крест со звездой (2-й класс) ордена Возрождения Польши.
- 2011 — Золотой знак 1-го класса Польского Красного Креста[6].

## Избранные публикации

### Научные и научно-популярные
- Bezpodstawne wzbogacenie, C.H. Beck, Warszawa 2000.
- The commissioner for citizens' rights in Central and Eastern Europe: the Polish experience, Saint Louis Univ. School of Law and Warsaw Univ. School of Law, Saint Louis 1996.
- La constitution, oeuvre de la société?, Schulthess Polygraphischer, Zurych 1995.
- Courts and tribunals under the constitution of Poland, Saint Louis Univ. School of Law and Warsaw Univ. School of Law, Saint Louis 1997.
- Europejskie prawo umów konsumenckich, C.H. Beck, Warszawa 2004.
- Jak zaczynał Rzecznik Praw Obywatelskich [felietony 1988—1991], Agencja Master, Łódź 1992.
- Komentarz do ogólnych warunków umów konsumenckich (в соавт. с Чеславой Жулавской[пол.]), Wydawnictwo Prawnicze, Warszawa 1986.
- Nieuczciwe klauzule w prawie umów konsumenckich (соредактор), C.H. Beck, Warszawa 2004.
- Ochrona niektórych praw konsumentów: komentarz, C.H. Beck, Warszawa 2001.
- Po co ludziom konstytucja, Exit, Warszawa 1994.
- Podstawy prawa cywilnego, Ecostar, Warszawa 1993.
- Poradnik konsumenta (в соавт. с Кристиной Войчик), Instytut Wydawniczy Związków Zawodowych, Warszawa 1983.
- Prawo umów konsumenckich, C.H. Beck, Warszawa 1999.
- Prawo zobowiązań — część ogólna (редактор), C.H. Beck, Warszawa 1999.
- Sąd Najwyższy USA. Prawa i wolności obywatelskie (в соавт. с Роджером Голдманом и Станиславом Франковским[пол.]), Biuro Instytucji Demokratycznych i Praw Człowieka OBWE, Warszawa 1997.
- Umowa o świadczenie przez osobę trzecią, Wydawnictwo Prawnicze, Warszawa 1970.
- Umowy odnoszące się do osób trzecich, C.H. Beck, Warszawa 2006.
- Ustawa o ochronie niektórych praw konsumentów: komentarz, C.H. Beck, Warszawa 2000.
- Wzorce umowne: ogólne warunki, wzory, regulaminy, Zakład Narodowy im. Ossolińskich, Wrocław 1975.
- Zbieg norm w prawie cywilnym, C.H. Beck, Warszawa 2002.

### Публицистика
- Baba na świeczniku (в соавт. с Мариушем Яницким и Станиславом Подемским), Polska Oficyna Wydawnicza BGW, Warszawa, 1992.
- Jak zaczynał Rzecznik Praw Obywatelskich (сборник фельетонов 1988—1991 годов), Agencja Master, Łódź, 1992.
- Rzeźbienie państwa prawa (в соавт. с Кшиштофом Собчаком), Wolters Kluwer, Warszawa, 2012.
- O prawie i o mitach (в соавт. с Кшиштофом Павловским), Wolters Kluwer, Warszawa, 2013.
- O prawie i o operze (в соавт. с Кшиштофом Павловским), Wolters Kluwer, Warszawa, 2014.